# Maria Strømme

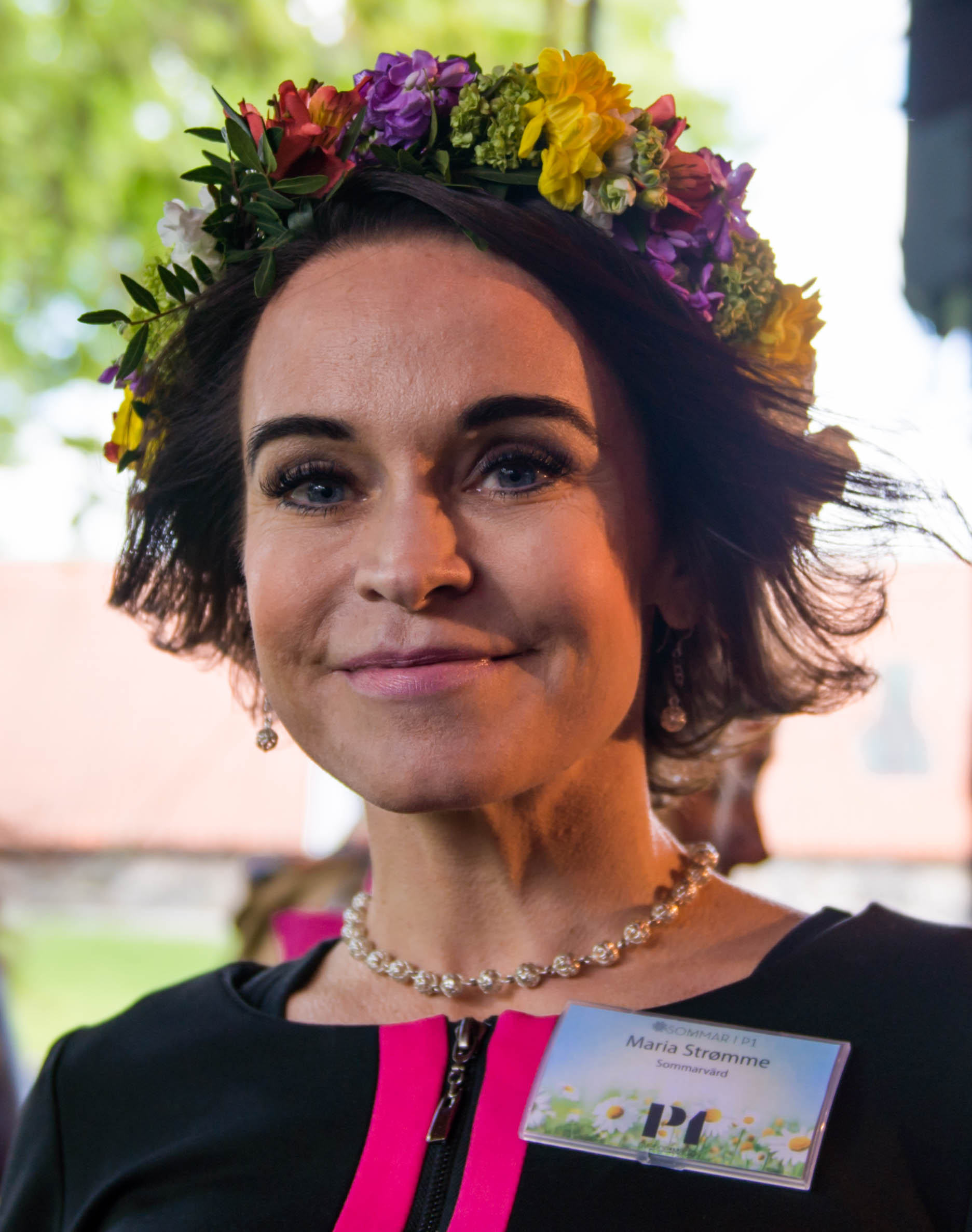
Maria Strømme im Juni 2015

Maria Strømme (* 7. April 1970 in Svolvær auf den Lofoten) ist eine norwegische Physikerin, die in Schweden lebt und arbeitet. Sie ist seit 2004 Professorin für Nanotechnologie an der Universität Uppsala. Bei ihrem Dienstantritt war sie Schwedens jüngste Lehrstuhlprofessorin in einem technischen Studiengang.

## Leben
Maria Strømme, die Ingenieurin für technische Physik ist, promovierte 1997 an der Universität Uppsala in Festkörperphysik und trat danach eine Forschungsstelle beim ehemaligen Naturvetenskapliga forskningsrådet an. In den Jahren 2002–2007 arbeitete sie als akademische Wissenschaftlerin für pharmazeutische Materialwissenschaft und Werkstofftechnik, ernannt von der Königlich Schwedischen Akademie der Wissenschaften. Strømme hat mehrere Mandate in unterschiedlichen Technikfirmen sowie in nationalen und internationalen Forschungsräten und Universitäten inne. Sie ist die Erfinderin der sogenannten Algenbatterie und des Materials Upsalite sowie eine der Gründer der Firmen Disruptive Materials AB und Disruptive Pharma AB. Strømme wurde 2010 zum Mitglied der Königlichen Gesellschaft der Wissenschaften in Uppsala gewählt, wurde 2011 zum Mitglied der Königlich Schwedischen Akademie der Ingenieurwissenschaften (IVA) ernannt, 2013 als Mitglied der Königlich Schwedischen Akademie der Wissenschaften (KVA) aufgenommen, 2016 in die Norwegische Universität für Wissenschaft und Technologie (NTVA) und 2019 in die Norwegische Akademie der Wissenschaften einberufen. Im Zeitraum Januar 2015 bis Dezember 2017 war sie Vizepräsidentin der Königlich Schwedischen Akademie der Ingenieurwissenschaften.
2012 nahm sie die Goldmedaille der Königlich Schwedischen Akademie der Ingenieurwissenschaften „für ihre grundlegenden und praktischen Forschungseinsätze  in der  Nanotechnologie und für ihren umfassenden Unternehmergeist innerhalb der Physik und Medizin“ entgegen. Im gleichen Jahr empfing sie die Ehrenmedaille der Gemeinde Uppsala.
2016 wurde sie zur schwedischen Frau des Jahres der Swedish Women’s Educational Association gewählt. Im gleichen Jahr wurde sie zur Uppländerin des Jahres ernannt und nahm den Innovationspreis Hjärnäpplet und den Wissenstransferpreis Learning Ladder Prize entgegen.
Strømme hat sehr umfassend publiziert. Laut Google Scholar hat sie einen H-Index von 60 (Stand: Juni 2021), das heißt, sie ist Mitverfasserin von mindestens 60 Artikeln die alle mindestens 60 mal zitiert worden sind.